# 窺視你的未來
《窺視你的未來》是由qureate開發的一款生活模擬遊戲，遊戲先後於任天堂Switch和Steam等平台上發佈。

## 遊戲內容
玩家在遊戲中扮演棲身於某座公寓的座敷童子，一天處於就業焦慮的女大學生臼井咲千（聲：高田憂希）搬到了這座公寓，臼井咲千知道公寓有神明棲身，寄望神明引導她的未來。遊戲有十個關卡，關卡場景都處於公寓內。每個關卡有時間限制，玩家通過搖鈴鐺的方式，引導臼井咲千進行各種活動，不同活動會影響臼井咲千智力、體力等五項能力。同時，每個關卡場景中會出現一些可供收集的筆記，視乎臼井咲千的各項能力和收集的筆記，會進入不同結局。遊戲中有20種結局，沒完成一輪遊戲，會解鎖角色服飾、運動器材等內容。完成所有結局後，會開放沒有時間限制的自由模式，玩家也能與臼井咲千進行互動。

## 開發及發行
《窺視你的未來》是qureate於2021年10月25日改組成為artumph子公司後，公佈的四個開發專案之一。臼田裕次郎擔任遊戲製作人，森澤晴行負責角色設計。該作是qureate首部3D遊戲，2022年4月21日，qureate宣佈遊戲將在2022年5月19日登陸任天堂eShop，遊戲的CERO分級為D（適合17歲以上遊玩）。同年5月9日，qureate發佈遊戲宣傳片。遊戲發行後，qureate又為任天堂Switch版推出更新檔，增加倍速模式等內容，完善遊戲體驗。6月24日，qureate表示遊戲將在7月15日上架Steam，電腦版也加入了任天堂Switch版新增內容。同年9月4日，遊戲登陸DLsite。

## 評價
遊戲玩法方面評價不一，Digitally Downloaded主編表示遊戲概念和《Punch Line》沒有區別，只是《Punch Line》顛覆了這個變態情節，而該作並沒有什麼突破。qureate擅長的軟色情內容，在本作表現很差，他在遊玩半小時後就厭倦了對相關內容的探索。遊戲基地評論員認為遊戲很難說得上好玩，後期通關獲得增益道具，重玩遊戲很快就能達成其他結局的要求，接下來的時間「沒辦法快轉、跳過，得放置到十天過完為止，很難不讓人感到有些空虛」。巴哈姆特電玩資訊站特約編輯玻璃罐頭則稱讚遊戲有「充分的觀察和互動樂趣、還算不差的重複遊玩性」。
遊戲劇情和角色設計方面，遊戲基地評論員提到qureate首款3D作品，人物模型也「並不能說是很精緻」，遊戲結局繁多，「也有一些很異想天開或是讓人看了會心一笑的結局」。批評遊戲糟糕的英文本地化，遊戲文本看起來就像「Google翻译+一次快速纂修」，根本無法正常閱讀。這讓他無法對遊戲中的角色產生共鳴。

## 外部連結
- 官方网站（繁體中文）
- 官方网站（简体中文）